# József Kiprich
József Kiprich (* 6. September 1963 in Tatabánya, Ungarn) ist ein ehemaliger ungarischer Fußballspieler und aktueller Fußballtrainer.
Der Stürmer begann seine Karriere beim ungarischen Erstligisten in seiner Heimatstadt beim FC Tatabánya und entwickelte sich zu einem der torgefährlichsten Spieler des Landes. 1989 wechselte Kiprich zum niederländischen Spitzenverein Feyenoord Rotterdam, mit dem er 1992/93 die Meisterschaft gewinnen konnte. 1995 ging er nach Zypern zu APOEL Nikosia, ehe er seine Karriere beim FC Den Bosch und dem FC Tatabánya ausklingen ließ.
Für die ungarische Fußballnationalmannschaft bestritt er insgesamt 68 Länderspiele, in denen er 27 Treffer erzielte. 1986 gehörte er zum ungarischen Aufgebot bei der WM in Mexiko (zwei Einsätze/kein Tor).